# 1971-es bajnokcsapatok Európa-kupája-döntő
Az 1970–1971-es bajnokcsapatok Európa-kupája (BEK) döntőjét 1971. június 2-án rendezték a londoni Wembley Stadionban. A döntőben a holland Ajax és a görög Panathinaikósz találkozott.
A döntőt az Ajax nyerte 2–0-ra. A Panathinaikósz volt az első és mindmáig az egyetlen görög csapat, amely rangos európai kupa döntőjében szerepelt. Annak ellenére, hogy az Ajax erős csapatnak számított, mindössze a korán megszerzett találattal és egy öngóllal tudott győzni.

## A döntő részletei
| 1971. június 2. |

| Ajax                             | 2–0               | Panathinaikósz |
| -------------------------------- | ----------------- | -------------- |
| van Dijk 5' Kapszísz 87' (öngól) | (1–0) Jegyzőkönyv |                |

| Wembley Stadion, London Nézőszám: 83 179 Játékvezető: Jack Taylor (Anglia) |

| Ajax | Panathinaikósz |

| AJAX:                                         |    |                       |
|                                               |    |                       |
| GK                                            | 1  | Heinz Stuy            |
| DF                                            | 7  | Johan Neeskens        |
| DF                                            | 3  | Barry Hulshoff        |
| DF                                            | 4  | Velibor Vasović       |
| DF                                            | 2  | Wim Suurbier          |
| MF                                            | 6  | Nico Rijnders 46'     |
| MF                                            | 14 | Johan Cruijff         |
| MF                                            | 9  | Gerrie Mühren         |
| FW                                            | 8  | Sjaak Swart 46'       |
| FW                                            | 10 | Dick van Dijk         |
| FW                                            | 11 | Piet Keizer           |
| Cserék:                                       |    |                       |
| DF                                            | 12 | Horst Blankenburg 46' |
| MF                                            | 15 | Arie Haan 46'         |
| Vezetőedző:                                   |    |                       |
| Rinus Michels Mérkőzés embere: Asszisztensek: |    |                       |

| PANATHINAIKÓSZ: |    |                        |
|                 |    |                        |
| GK              | 1  | Tákisz Ikonomópulosz   |
| DF              | 2  | Jánisz Tomarász        |
| DF              | 3  | Ánthimosz Kapszísz     |
| DF              | 4  | Frangíszkosz Szúrpisz  |
| DF              | 5  | Jórgosz Vláhosz        |
| MF              | 6  | Arisztídisz Kamárasz   |
| MF              | 7  | Kósztasz Eleftherákisz |
| MF              | 8  | Hárisz Gramósz         |
| FW              | 9  | Andónisz Andoniádisz   |
| FW              | 10 | Dimítrisz Domázosz     |
| FW              | 11 | Tótisz Filakúrisz      |
| Vezetőedző:     |    |                        |
| Puskás Ferenc   |    |                        |

| Az 1970–71-es bajnokcsapatok Európa-kupájának győztese |
| Ajax 1. cím                                            |
| ← 1969–70 Feyenoord                                    |
| Ajax 1971–72 →                                         |

## Lásd még
- 1970–1971-es bajnokcsapatok Európa-kupája

## Külső hivatkozások
- Az 1970–71-es BEK-szezon mérkőzéseinek adatai az rsssf.com (angolul)